# Казлє
Казлє (словен. Kazlje) — поселення в общині Сежана, Регіон Обално-крашка, Словенія. Висота над рівнем моря: 338,5 м. Розташоване на північ від Казлє.